# Válečné hry v Pacifiku
Kniha Válečné hry v Pacifiku vyšla v roce 2010 ve Španělsku s podporou města Madrid (oficiálně Madridské společenství, španělsky Comunidad de Madrid), společnosti Respekt institut o.p.s. a Španělské asociace AIL. Autoři jsou chilští analytici Carlos González Sháněl a Luis A. Doñas.

## Obsah
Vztahy mezi Chile a Peru se vyostřily v roce 2005, kdy se Peruanská vláda rozhodla „přezkoumat mořské a pozemní hranice s Chile“. Hlavní šok ale nastal v roce 2008, kdy se Peru rozhodlo na Chile podat žalobu u Mezinárodního soudního dvora v Haagu, a kdy nacionalistické sektory začaly hovořit o „potenciální válce mezi oběma zeměmi a o tom, že je jen otázkou času, kdy tato válka vypukne“.
Velká část knihy je proto věnována hypotetickým scénářům této války, se záměrem ilustrovat katastrofické důsledky, které by ozbrojený konflikt mezi Chile a Peru měl, a ukázat, jak velký krok zpátky by znamenal v procesu integrace v Jižní Americe. Autoři vycházejí z několika teoretických proudů, zejména z myšlenky „demokratického míru“, jejímž hlavním argumentem je, že konsolidované demokracie (až na snadno vyčíslitelné výjimky) nikdy nevstoupily do vzájemného válečného konfliktu.
V demokracii státy vedou svoji vlastní diplomacii, obchod a politiku, v zásadě velmi odlišným způsobem než tomu je u autoritářských režimů. V tomto kontextu autoři hodnotí stav vztahů mezi Chile a Peru, které jsou patrně nejhorší od roku 1974. V té době vládly v Jižní Americe tvrdé vojenské diktatury a Chile bylo doslova pár kroků od vypuknutí války s Argentinou a velmi blízko ozbrojenému konfliktu s Peru.

## Předmluva
Předmluvu napsal bývalý český senátor a bývalý ministr vnitra Jan Ruml . „Kniha Válečné hry v Pacifiku sleduje aktuální hypotézy scénáře sice málo pravděpodobného, nicméně v zásadě možného. Historie vztahů dvou latinskoamerických zemí má varující kontext. Jakkoli dnes Peru i Chile představují lepší verzi demokracie než většina států Jižní Ameriky, je nutné se ptát, jak se osvědčí tváří v tvář konkrétním staronovým problémům společných hranic. Hranic jako znaku státní suverenity, tématu vždy politickému, a proto nutně zástupnému.“, píše v předmluvě Jan Ruml.